# 埃蒙·瑞安

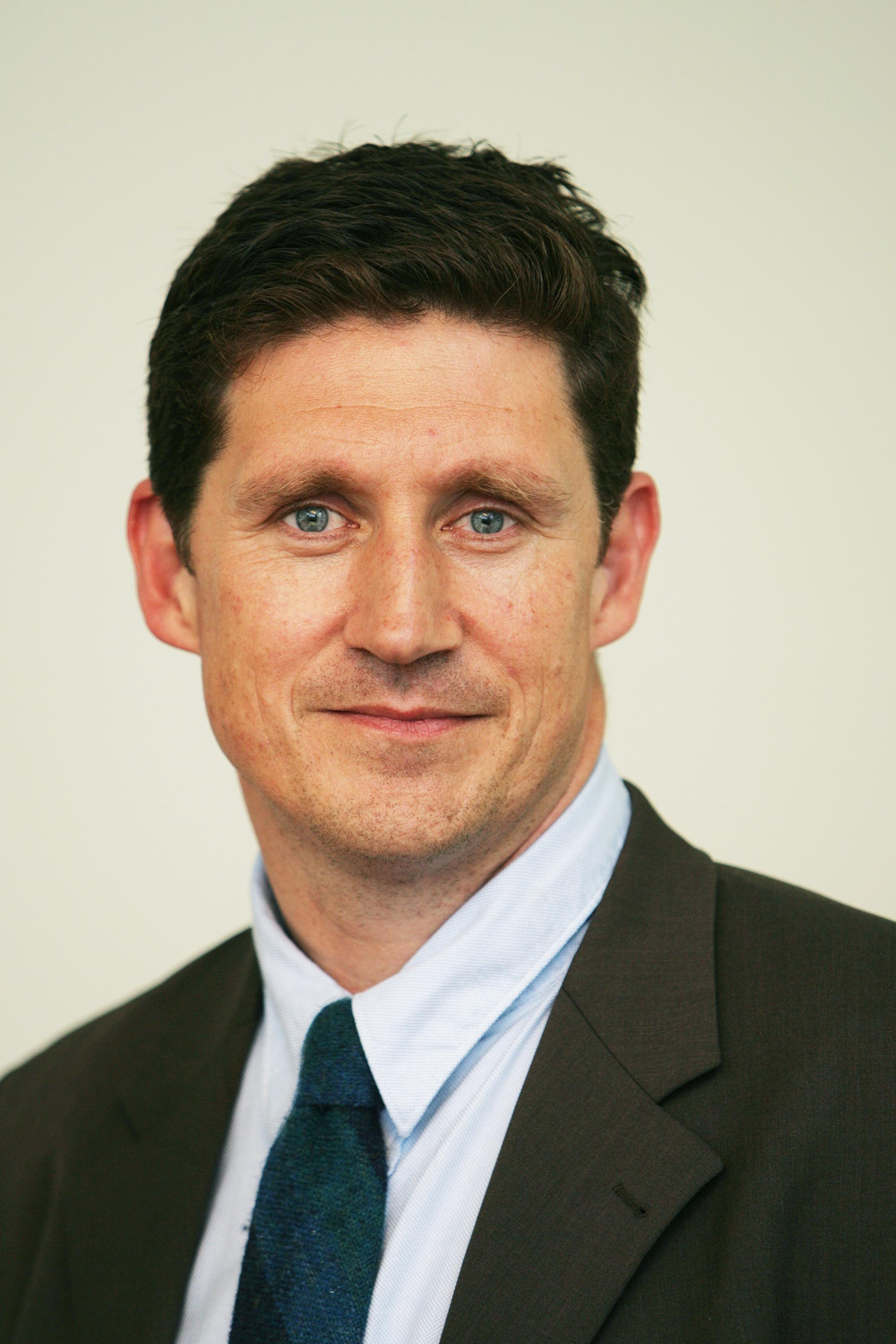

埃蒙·瑞安（英語：Eamon Ryan，1963年7月28日—）是愛爾蘭共和國的一位政治人物。他是愛爾蘭綠黨的黨魁。在2002年至2011年，他曾擔任都柏林南選舉區的國會議員。2007年至2011年，他曾經擔任伯蒂·埃亨和布雷恩·考恩政府的通訊、能源和自然資源部長。2017年至今任都柏林灣南選區國會議員。2020年起，他再度入閣，任邁克·馬丁的環境、氣候及通訊部和交通部長。